# Somniosus antarcticus
El tiburón dormilón del sur (Somniosus antarcticus) es una especie de elasmobranquio escualiforme de la familia Somniosidae.Se distribuye amplia, pero irregularmente en el océano Atlántico sur e Indo-Pacífico, habitando aguas profundas y antárticas. Habita de forma nativa aguas de la Antártida, Argentina, Australia, Chile, Nueva Zelanda, Perú y Sudáfrica.
En países como Nueva Zelanda o Australia existen medidas que proporcionan algunas medidas de refugio para esta especie, como regulación de cuotas para pesca incidental y el cierre de pesquerías a ciertos rangos de profundidad.

## Morfología
Se identifica por poseer un cuerpo grande, robusto y de forma cilíndrica, con un hocico redondeado y corto. Posee aletas dorsales iguales y sin espinas, no tiene aleta anal. Su aleta caudal es de forma asimétrica, con el lóbulo superior levemente más largo que el lóbulo inferior. Tiene una coloración gris a negruzco a lo largo de todo su cuerpo, sin bordes claros u obscuros en las aletas.
Es de gran tamaño, puede alcanzar una longitud total máxima de 600 centímetros. Los machos alcanzan su madurez sexual a partir de los 400 centímetros de longitud, mientras que las hembras alcanzan la madurez sexual a partir de los 435 centímetros.

## Hábitat
Habita taludes continentales superiores, cordilleras oceánicas y montes submarinos a profundidades de entre los 245 y 1.540 metros, a temperaturas de entre los 0,6 y 12 °C.

## Alimentación
La dieta del tiburón dormilón del sur consiste principalmente de peces, pinnípedos, cetáceos y grandes cefalópodos como el calamar gigante (Mesonychoteuthis hamiltoni). Al igual que muchos ejemplares del género Somniosus, consumen presas que nadan rápido, pero no existe información acerca de si las capturan vivas o como carroña. 